# Völkerschlachtdenkmal (Zabitz)

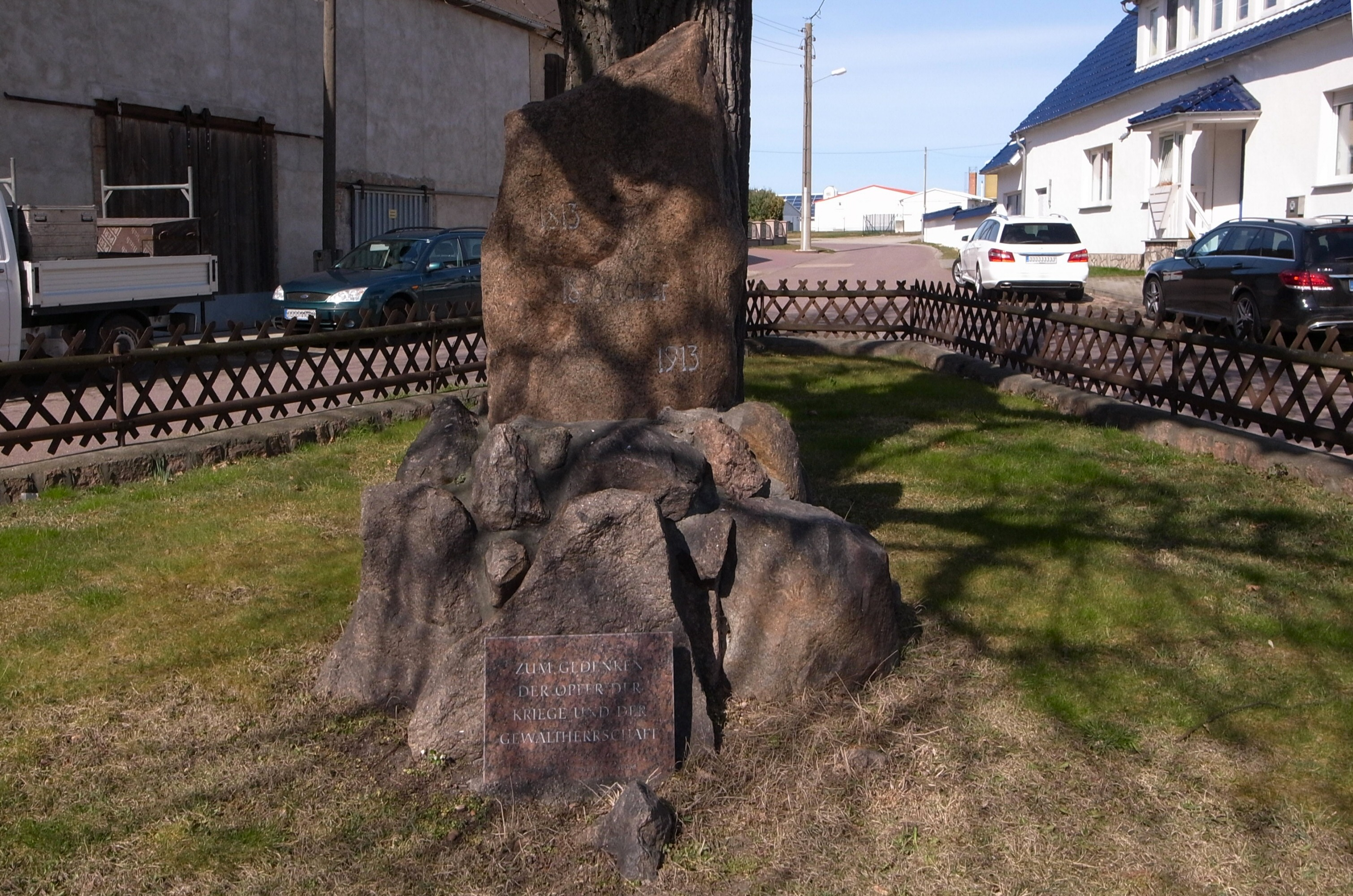
Ansicht von Süden

Das Völkerschlachtdenkmal von Zabitz ist ein Gedenkstein in der Einheitsgemeinde Osternienburger Land im Landkreis Anhalt-Bitterfeld in Sachsen-Anhalt. Das Kleindenkmal steht unter Denkmalschutz und ist im Denkmalverzeichnis mit der Erfassungsnummer 094 97238 als Baudenkmal eingetragen.

## Lage
Im Norden von Zabitz bilden die Straßenverläufe der Zabitzer Chaussee zwei Plätze. Auf dem westlichen befindet sich der Gedenkstein unter einer Eiche nahe dem Gasthof.

## Geschichte
Anlässlich des 100. Jahrestages der Völkerschlacht bei Leipzig im Jahr 1913 entstand eine Reihe von Denkmälern. In Anhalt, das bei der Schlacht keine eigenen Einheiten stellte, da es von allen beteiligten Hauptparteien (Frankreich, Russland, Preußen) stark mit Truppen-Einquartierungen und verschiedensten Forderungen gebeutelt wurde, war der preußisch-russische Sieg dennoch Anlass zur Freude, da damit die Belastungen endeten.

## Gestalt und Inschriften
Das Aussehen entspricht dem gängigen Typ des Köthener Landes: auf einem Steinhaufen befindet sich ein senkrecht stehender Inschriftstein, der die Angaben 1813 / 18. October / 1913 trägt. Da sie keine Gefallenen nennen, zählen die Völkerschlachtdenkmäler zum Grenzbereich der Kriegerdenkmäler. Allerdings wurde das Denkmal später um eine Gedenktafel erweitert, die am Fuß platziert wurde und die Inschrift Zum Gedenken / der Opfer der / Kriege und der / Gewaltherrschaft trägt. Eine ähnliche Erweiterung gibt es auch in Micheln. Ähnlich wie in Pißdorf ist die Gedenkanlage zudem von einem Holzzaun umgeben.